# Embraer 190
Pour les articles homonymes, voir E90.
Dimensions
L'Embraer 190 (E90) est un avion civil produit par l'entreprise brésilienne Embraer. Cette version allongée de l'Embraer 170 est certifiée depuis la mi-2005 et peut accueillir de 98 à 114 passagers. De mars 2004 à fin septembre 2007, 107 Embraer 190 sont mis en service.

## Embraer 190-E2
L'Embraer 190-E2 est un avion à fuselage étroit, version améliorée de l'Embraer 190,. Il est prévu pour entrer en service au 1er semestre 2018[réf. souhaitée]. Il peut embarquer de 97 à 114 passagers sur 5 200 km. Il est propulsé, comme l'Embraer 195-E2, par deux réacteurs Pratt & Whitney PW1900G.
L'appareil totalise 85 commandes[Quand ?]. Il fait sa première apparition le 25 février 2016,.
Le premier exemplaire est livré à la compagnie norvégienne Widerøe le 4 avril 2018.

## Embraer 190-F
Lancé en mars 2022 par Embraer, un programme de conversion des E190 et E195 passagers en avions cargos est engagé. Avec ses E190F et E195F, le constructeur brésilien propose des capacités allant de 11 à 14 tonnes de charge utile avec un volume en m3 qui est 50 % supérieur à celui « des grands turbopropulseurs cargos » et « des coûts d'exploitation de 30 % inférieurs à ceux des actuels monocouloirs » pour des rayons d'action de respectivement 2 300 et de 2 100 milles nautiques.
Nordic Aviation Capital (NAC), au lancement du programme, décide de confier à Embraer la conversion de dix de ses jets régionaux E190 et E195 passagers en avions cargos. Nordic Aviation Capital disposait alors de 146 exemplaires en portefeuille. En juin 2023, le chinois Lanzhou Aviation Industry Development Group signe un protocole d'accord portant sur la conversion de 20 E190 et E195 en avions cargos, les travaux de conversion devront être réalisés dans ses ateliers à Lanzhou.
Le premier vol du E190F à lieu le 5 avril 2024.

## Compagnies
Les compagnies utilisant l'Embraer 190 sont [Quand ?] :
- Aeroméxico, par sa filiale Aeroméxico Connect ;
- Aero Republica Colombia ;
- Air Astana (6 Embraer 190 et 3 Embraer 190-E2) ;
- Air Burkina ;
- Air Canada, avec plus de 20 en service en février 2018, retrait en 2019[9] ;
- Air Dolomiti ;
- Air Europa ;
- Air France Hop, 15 appareils ;
- Airlink ;
- American Airlines (ex-US Airways) ;
- Arkia ;
- Austral Líneas Aéreas, filiale d'Aerolíneas Argentinas ;
- Augsburg Airways ;
- Azul Brazilian Airlines ;
- BA CityFlyer, filiale de British Airways, commande 9 Embraer 190SR (+ 3 options) fin 2008 ;
- Belavia, en version 195 ;
- Binter Canarias ;
- Borajet, compagnie turque ;
- Bulgaria Air ;
- COPA Panama ;
- Finnair ;
- Flybaboo, compagnie basée à Genève, reçoit son 1er ERJ-190 le 7 mai 2008 sur une commande de 5 appareils plus 5 en option en remplacement des Dash-8-Q300. Ils sont retirés de la flotte en mars 2011 ;
- Flybe ;
- German Airways
- Helvetic Airways : 7 appareils (loués, mis en service de décembre 2014 à juillet 2015) ;
- Hop: 36 appareils E170 et E190;
- JetBlue Airways, qui est le plus grand opérateur de l'avion, avec 60 appareils en service en juillet 2019 ;
- Kenya Airways ;
- KLM Cityhopper, 32 appareils ;
- Linhas Aéreas de Moçambique (au nombre de deux, un s'étant écrasé en décembre 2013, lors du vol TM470 devant relier la capitale mozambicaine Maputo à Luanda ;
- Lufthansa CityLine ;
- Mandarin Airlines ;
- Mauritania Airlines ;
- Midwest Airlines ;
- Montenegro Airlines ;
- Nas Air ;
- Nigerian Eagle Airlines ;
- Niki
- Qantas
- Republic Airlines ;
- Royal Air Maroc, 4 appareils ;
- Royal Jordanian Airlines ;
- Sriwijaya Air, une compagnie indonésienne, prend livraison de 5 exemplaires en août 2012[10] ;
- TACA ;
- TAME ;
- TAP Express ;
- TUIfly Belgium, 4 appareils (livraison du premier ERJ190-100STD, OO-JEM le 28 février 2013) ;
- Swiss ;
- Virgin Blue ;
- Widerøe (4 Embraer 190-E2).

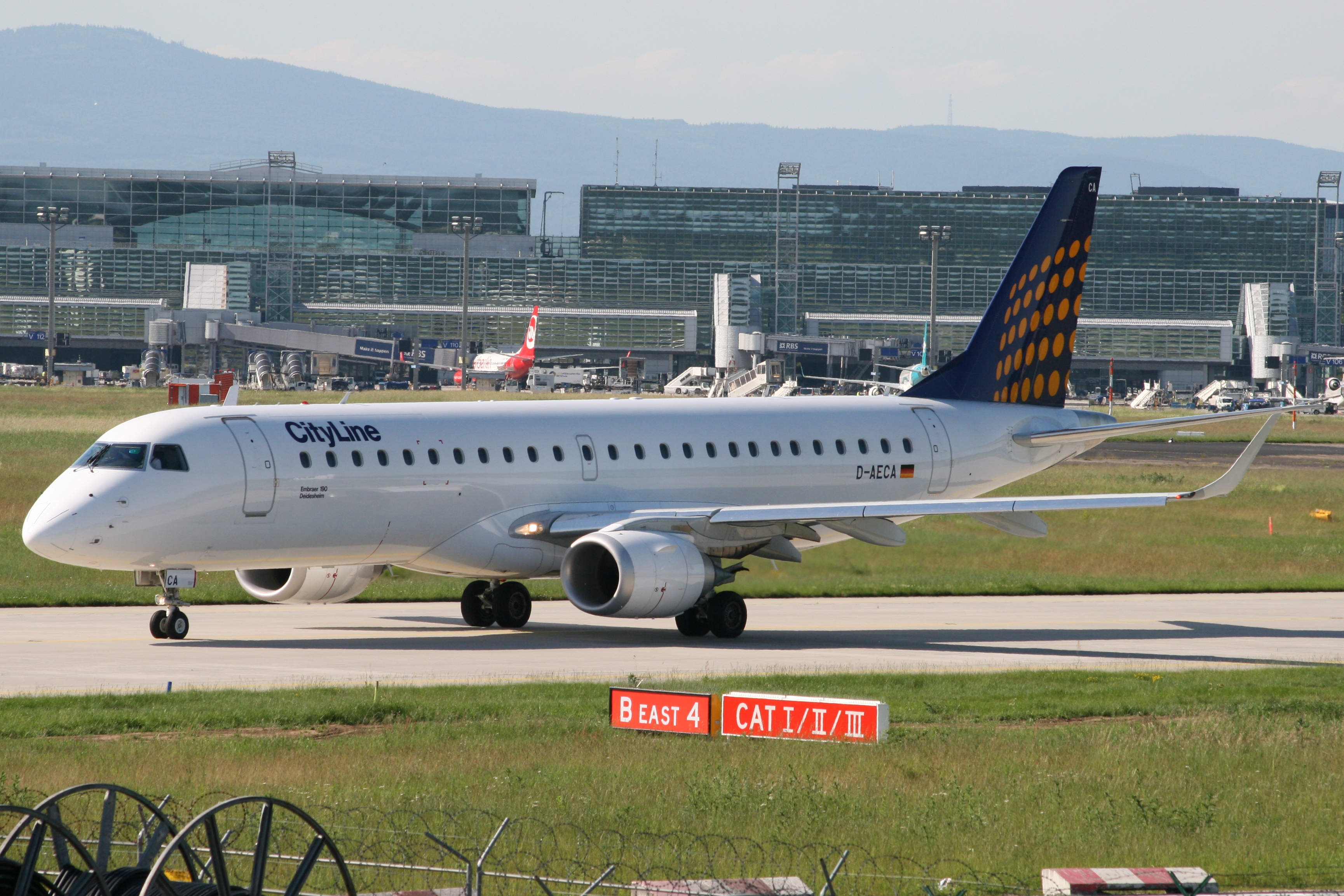
Embraer 190 de Lufthansa CityLine (2010).
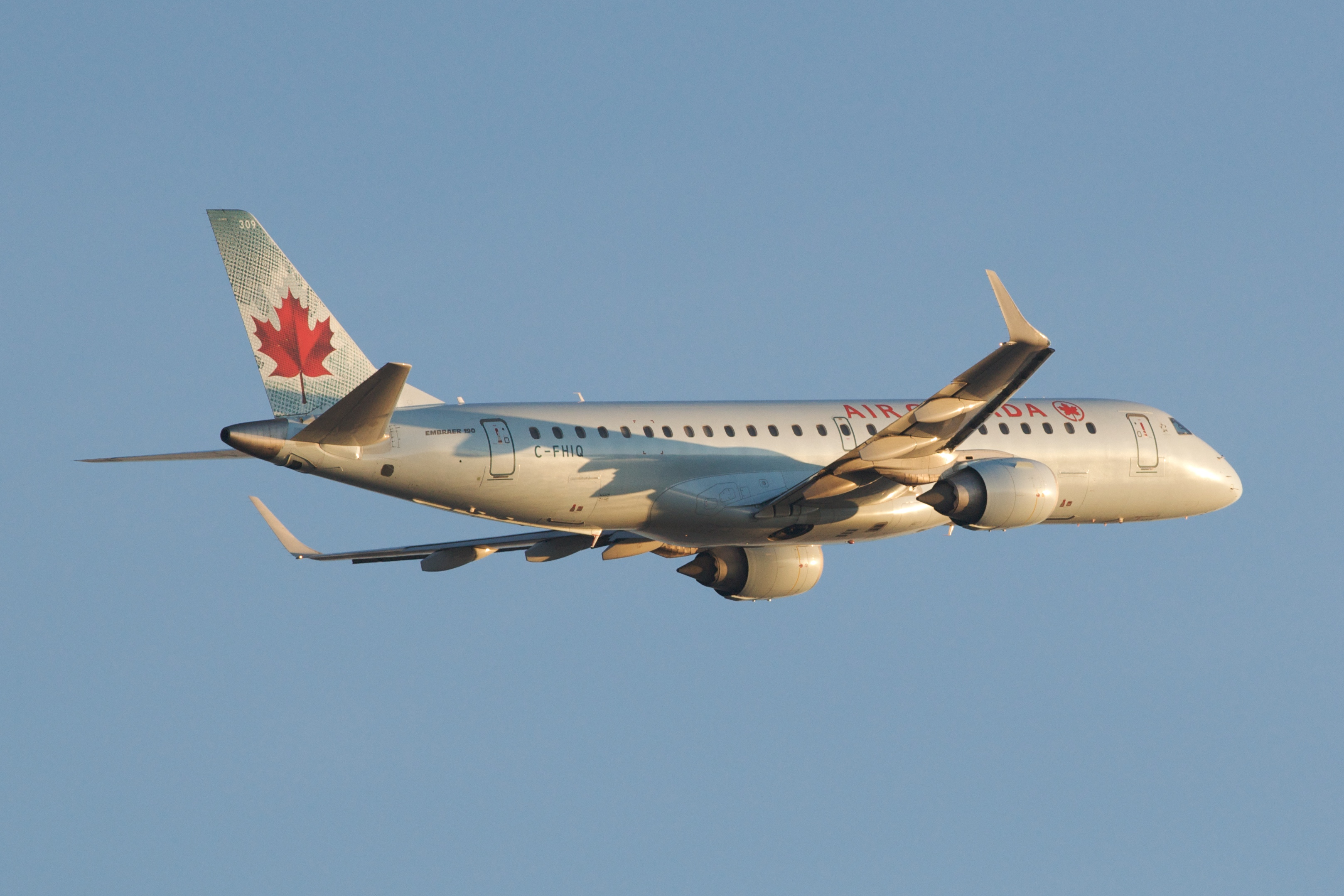
Embraer 190 d'Air Canada (2013).
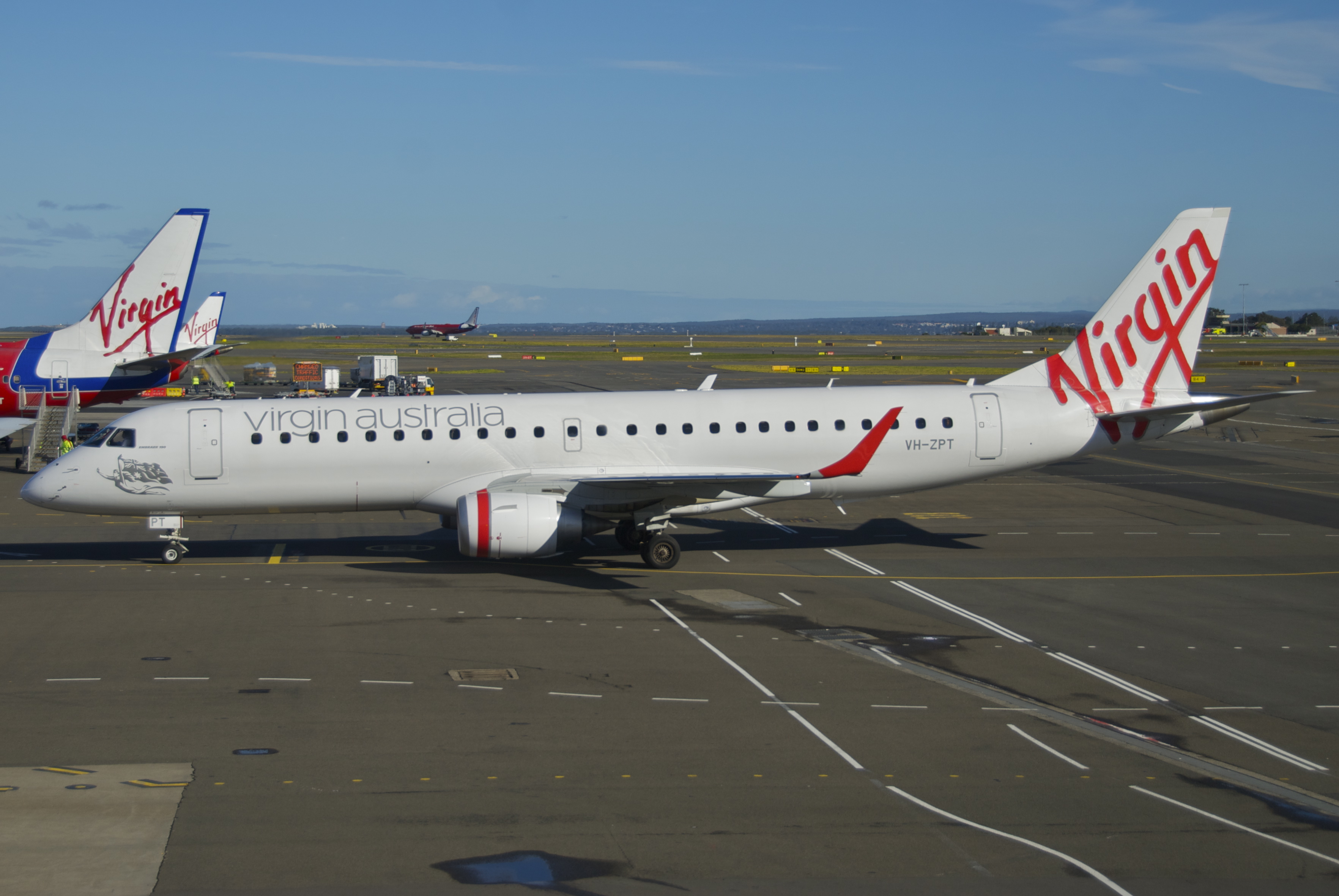
Embraer 190 de Virgin Australia (2012).
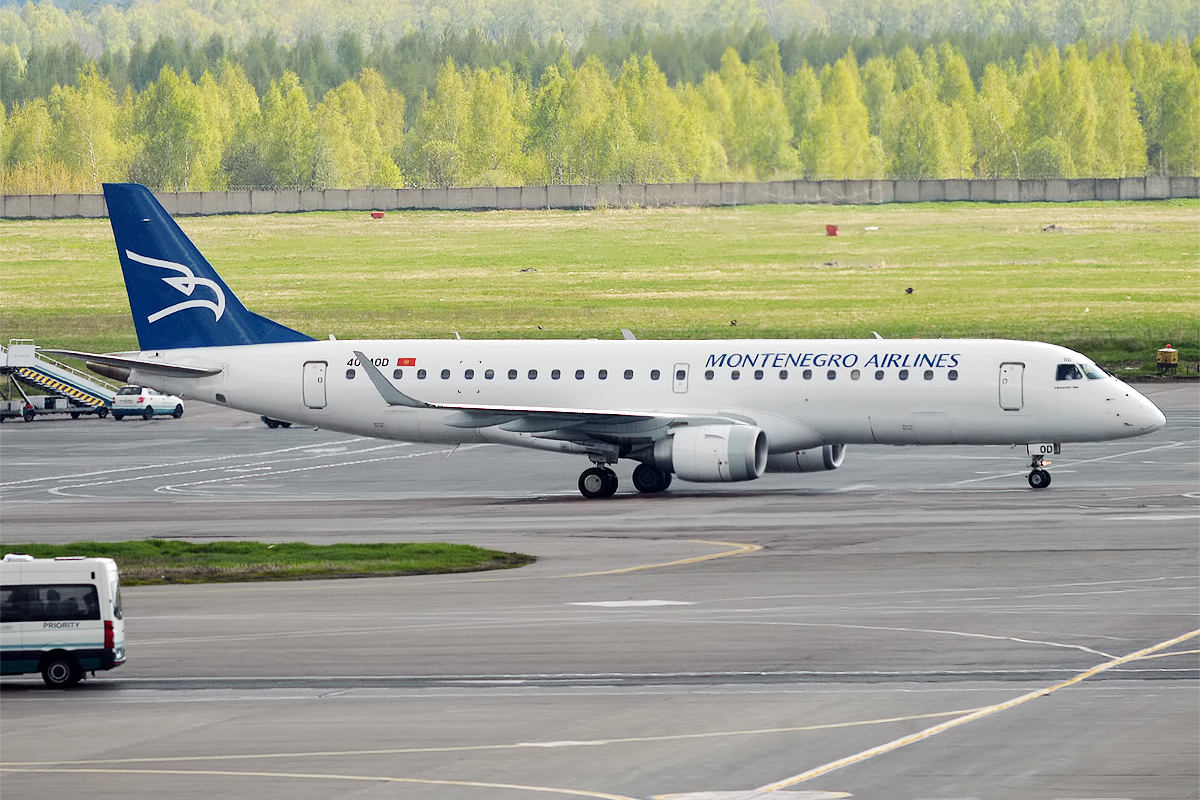
Embraer 190 de Montenegro Airlines (2016).
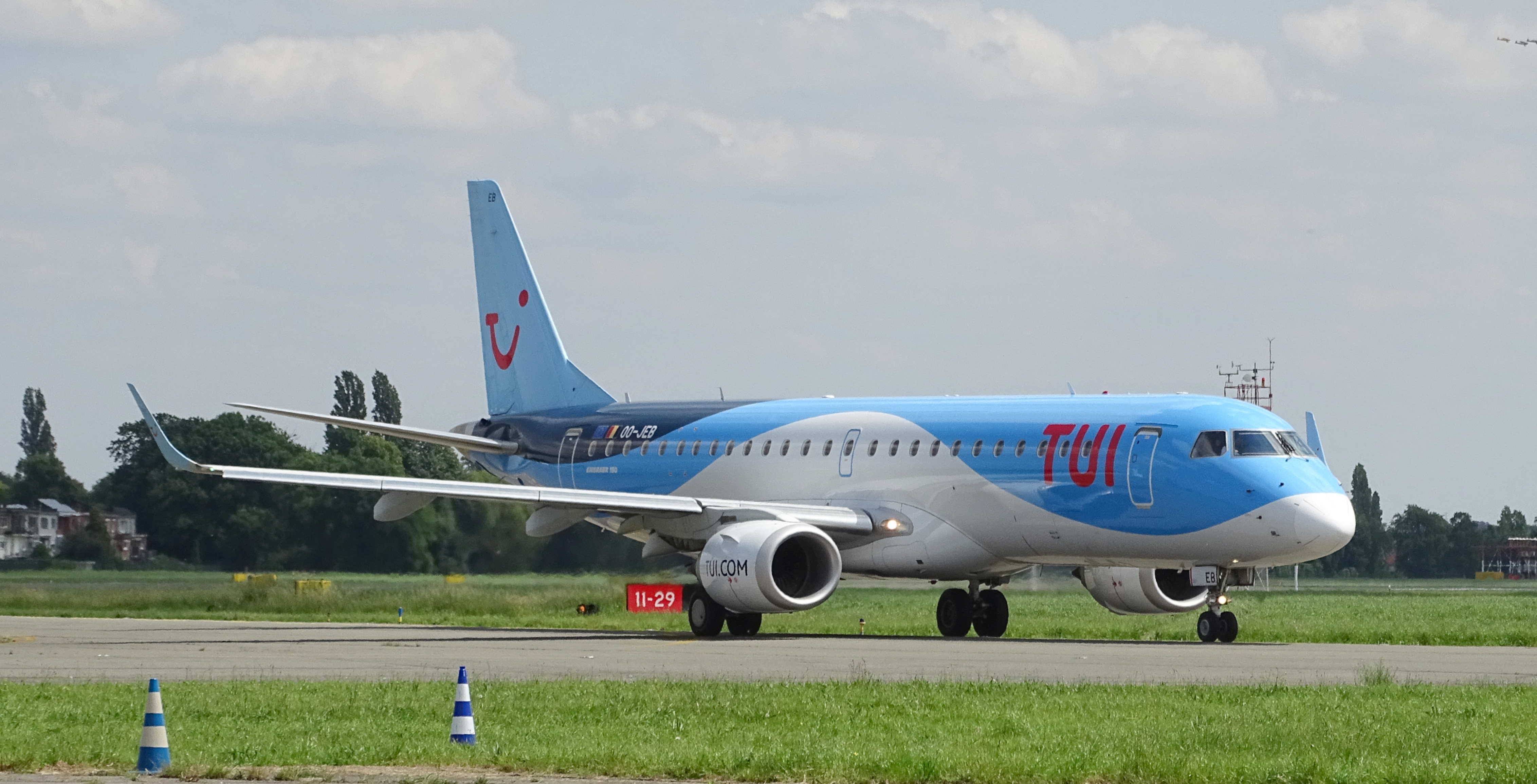
Embraer 190 de TUIfly Belgium (2019).

## Accidents et incidents
| Date             | Lieu                               | Modèle          | Opérateur                   | Vol   | Numéro de série Immatriculation | Nombre de victimes | Causes |
| ---------------- | ---------------------------------- | --------------- | --------------------------- | ----- | ------------------------------- | ------------------ | --- |
| 24 août 2010     | Aéroport de Yichun Lindu (en)      | ERJ 190-100 LR  | Henan Airlines (en)         | 8387  | 19000223 (B-3130)               | 44/96              | Approche manquée. L'avion percute le sol à 870 mètres de la piste et prend feu. |
| 29 novembre 2013 | Parc national de Bwabwata          | ERJ 190-100 IGW | Linhas Aéreas de Moçambique | 470   | 19000581 (C9-EMC)               | 33/33              | Le pilote précipite volontairement l'appareil au sol. |
| 31 juillet 2018, | Aéroport international de Durango  | Embraer 190AR   | Aeroméxico connect          | 2431  | 19000173 (B-3130)               | 0/103              | L'avion retombe sur la piste après son décollage et finit sa course dans la végétation, l'avion s'embrase. Des micro-rafales de vent liées à un cumulonimbus ont empêché l'avion de prendre de l'altitude.                                                                                  |
| 11 novembre 2018 | base aérienne de Beja (en)         | ERJ-190LR       | Air Astana                  | 1388  | 19000653 (P4-KCJ)               | 0/6                | Les pilotes ont de graves problèmes pour garder le contrôle de l'avion, à la suite de l'inversion des commandes d'ailerons causée par une erreur de maintenance. |
| 12 mai 2019      | Aéroport international de Mandalay | ERJ-190LR       | Myanmar National Airlines   | UB103 | 19000231 (XY-AGQ)               | 0/89               | Le train avant n'a pas fonctionné ce qui a obligé le pilote à faire atterrir l'avion sur le nez. Aucun blessé n’est à déplorer. |
| 25 décembre 2024 | près d'Aktaou                      | Embraer 190AR   | Azerbaijan Airlines         | 8243  |                                 | 38/67              | Atterrissage d'urgence. Le 29 décembre 2024, le gouvernement russe admet du bout des lèvres un tir de défense aérienne au-dessus de Grosny, avec un système SA Pantsir S. Tous les éléments corroborent la thèse d'un tir de missile sur l'appareil (éclats de shrapnels sur la carlingue). |